# Enlèvement parental
L'enlèvement parental est l'acte où un parent cache, emmène ou retient son propre enfant mineur en empiétant sur le droit de garde partagé par l'autre parent ou membre de la famille.
Ce type d'enlèvement d'enfant se produit quand des parents se séparent ou entament une procédure de divorce. L'un des parents emmène ou retient l'enfant, contre la volonté de l'autre, afin d'obtenir l'avantage dans la décision du droit de garde. Une autre situation possible est celle où le parent refuse de rendre l'enfant au terme d'une visite ou s'enfuit avec l'enfant pour empêcher l'autre partie d'exercer son droit de visite ou pour se soustraire à des maltraitances et violences familiales. La situation se présente aussi quand un enfant a été, ou est sur le point d'être confié à la garde des autorités compétentes, généralement dans le cadre d'une procédure de maltraitance sur mineur.

## Définitions et aspects légaux
En fonction des lois de l'État ou du pays où se produit l'enlèvement parental, l'acte constitue ou non un délit.

### Canada
En droit canadien, il existe des recours différents selon ce qu'il s'agit d'un enlèvement interprovincial d'enfants ou d'un enlèvement international d'enfants  
D'après le Service des poursuites pénales du Canada, « l’article 282 du Code criminel interdit les enlèvements d’un enfant par un parent dans des situations où une ordonnance de garde a été rendue par un tribunal canadien ».

### États-Unis
Dans de nombreux États des États-Unis, en l'absence d'une ordonnance sur le droit de garde et si les parents ne vivent pas ensemble, un parent qui retire son enfant ne commet pas de délit.
Toutefois, plusieurs États ont criminalisé l'enlèvement d'enfant d'un État vers un autre. En 2010, neuf États avaient criminalisé le franchissement illicite des frontières par un parents accompagné de son enfant.

### France
En France, la loi parle d'« enlèvement parental ou de non-représentation d'enfant » ; il s'agit d'un délit passible d'un an d'emprisonnement et de 15 000 € d'amende. Le parent ayant commis le délit risque d'être privé de son autorité parentale.

## Enlèvement international d'enfant
L'enlèvement international d'enfant est l'acte d'un parent, d'un membre de la famille ou d'une connaissance de l'enfant, qui emmène l'enfant hors du pays en violation d'une ordonnance de garde ou d'un droit de visite. Une situation proche est celle de la rétention, au sens où l'enfant est emmené en vacances à l'étranger puis n'est pas ramené. Au Royaume-Uni, il est illégal d'emmener un enfant hors du pays pendant 28 jours ou davantage sans la permission de l'autre parent (ou de la personne partageant l'autorité parentale).
Si la fréquence des enlèvements internationaux est relativement faible par rapport aux affaires intérieures, ces cas sont souvent délicat à résoudre à cause des décisions juridiques contradictoires d'un pays à un autre. La Convention du 25 octobre 1980 sur les aspects civils de l'enlèvement international d'enfants est un traité international et un instrument pour récupérer les enfants enlevés dans un autre pays.

### France
En France, l'enlèvement parental international est qualifié de « déplacement illicite d'enfant ».